# أندرياس كيلر
أندرياس كيلر (بالمجرية: Keller András)‏ هو موزع مجري، ولد في 31 يوليو 1960.

## وصلات خارجية
- أندرياس كيلر على موقع IMDb (الإنجليزية)
- أندرياس كيلر على موقع ميوزك برينز (الإنجليزية)
- أندرياس كيلر على موقع أول ميوزيك (الإنجليزية)
- أندرياس كيلر على موقع ديسكوغز (الإنجليزية)